# Taget är slaget
Taget är slaget är en specialregel inom tävlingsschack. Den är jämförbar med regeln släppt är släppt men gäller för slag istället för förflyttningar.
Om en spelare vidrör en av motståndarens pjäser under sin tur, måste denne utföra ett slag på den först rörda pjäsen, om det är möjligt. Om det inte är möjligt måste spelaren utföra ett annat drag, och erhåller istället eventuell tidsbestraffning.